# The Economic Times
 (juillet 2025).
Si vous disposez d'ouvrages ou d'articles de référence ou si vous connaissez des sites web de qualité traitant du thème abordé ici, merci de compléter l'article en donnant les références utiles à sa vérifiabilité et en les liant à la section « Notes et références ».
The Economic Times est le principal quotidien économique indien. Il est écrit en anglais. Il est détenu par The Times Group, qui possède également The Times of India.